# 黃彰健
黃彰健（1919年2月2日—2009年12月29日），湖南省浏阳县（今浏阳市）人，中华民国中央研究院院士。

## 生平
1943年畢業於国立中央大学，获歷史系文學士学位。歷任中央研究院歷史語言研究所助理研究員、副研究員、研究員。
1949年以後隨中央研究院遷居台灣，為研究明清史專家。1965年至1970年擔任行政院國家科學委員會講座教授，1982年當選為中央研究院院士。
主要研究明清政治史與法制史、中國上古史、經學與宋明理學，其整理輯校《明實錄》與《明代律例彚編》兩套重要史料更是相關學者研究必備之專著。其關於戊戌變法的研究，以《戊戌變法史研究》護得第十五屆教育部學術獎，茅海建認為黃彰健在1970年代做戊戌變法研究時能用的史料極少，但考證結果與後出的北京第一歷史檔案館之史料內容吻合，真是「近乎完美的證明」，汪榮祖則有些評論。1987年獲得獲得美國國會 National Science Foundation 獎助金，晚年與朱浤源及民间人士武之璋召集主持「二二八研究增補小組讀書會」，對《二二八事件責任歸屬研究報告》提出反駁，出版《二二八事件真相考證稿》。
2010年2月4日，中华民国总统马英九颁褒扬令。

## 著作
一、專書 
- 《明實錄校勘記》（臺北：中央研究院歷史語言研究所，1963-1968）。
- 《戊戌變法史研究》（中央研究院歷史語言研究所專刊之54，臺北：中央研究院歷史語言研究所，1970）。按：此書後有增訂版：《戊戌變法史研究》，上海：上海書店出版社，2007。增訂版分為上、下兩冊，多收錄作者四篇相關文章。
- 《康有為戊戌真奏議》（臺北：中央研究院歷史語言研究所，1974）。
- 《經學理學文存》（臺北：臺灣商務印書館，1976）。
- 《明清史研究叢稿》（臺北：臺灣商務印書館，1977）。
- 《明代律例彙編》（中央研究院歷史語言研究所專刊之75，臺北：中央研究院歷史語言研究所，1979）。
- 《經今古文學問題新論》（中央研究院歷史語言研究所專刊之79，臺北：中央研究院歷史語言研究所，1982）。
- 《中國遠古史研究》（中央研究院歷史語言研究所專刊之97，臺北：中央研究院歷史語言研究所，1996）。
- 《周公孔子研究》（中央研究院歷史語言研究所專刊之98，臺北：中央研究院歷史語言研究所，1997）。
- 《武王伐紂年新考並論《殷曆譜》的修訂》（中央研究院歷史語言研究所專刊之100，臺北：中央研究院歷史語言研究所，1999）。
- 《二二八事件真相考證稿》（臺北：中央研究院/聯經出版事業公司，2007）。

二、論文 
- 〈洪武二十二年太孫改律及三十年律誥考〉，《中央研究院歷史語言研究所集刊》20.下 (1948)：223-250。
- 〈鵝湖之會朱陸異同略說〉，《中央研究院歷史語言研究所集刊》22 (1950)：261-265。
- 〈大明律誥考〉，《中央研究院歷史語言研究所集刊》24 (1953)：77-101。
- 〈讀明史王艮傳〉，《中央研究院歷史語言研究所集刊》24 (1953)：103-105。
- 〈明外史考〉，《中央研究院歷史語言研究所集刊》24 (1953)：107-134。
- 〈孟子性論之研究〉，《中央研究院歷史語言研究所集刊》26 (1955)：227-308。
- 〈論四書章句集注定本〉，《中央研究院歷史語言研究所集刊》28.上 (1957)：497-515。
- 〈讀皇明典禮〉，《中央研究院歷史語言研究所集刊》29.下 (1958)：661-676。
- 〈論明史所記四輔官事〉，《中央研究院歷史語言研究所集刊》30.下(1959)：557-595。
- 〈明史纂誤〉，《中央研究院歷史語言研究所集刊》31 (1960)：303-346。
- 〈明末實錄書成謄寫四分說〉，《中央研究院歷史語言研究所集刊》31 (1960)：347-352。
- 〈明實錄校勘記引據各本目錄〉，《中央研究院歷史語言研究所集刊》31 (1960)：353-380。
- 〈蒙古世系譜撰人〉，《慶祝董作賓先生六十五歲論文集》（中央研究院歷史語言研究所集刊外編第4種，臺北：中央研究院歷史語言研究所，1960）， 上冊，頁327-328。
- 〈影印國立北平圖書館藏紅格本明實錄並附校勘記序〉，《中央研究院歷史語言研究所集刊》32 (1961)：1-17。
- 〈論皇明祖訓錄所記明初宦官制度〉，《中央研究院歷史語言研究所集刊》32 (1961)：77-98。
- 〈論皇明祖訓錄頒行年代並論明初封建諸王制度〉，《中央研究院歷史語言研究所集刊》32 (1961)：119-137。
- 〈讀明刊毓慶勳懿集所載明太祖與武定侯郭英敕書〉，《中央研究院歷史語言研究所集刊》34.下 (1963)：617-625。
- 〈明史纂誤續〉，《中央研究院歷史語言研究所集刊》36.下 (1966)：445-512。
- 〈論明初北元君主世系〉，《中央研究院歷史語言研究所集刊》37.上(1967)：313-322。
- 〈奴兒哈赤所建國號考〉，《中央研究院歷史語言研究所集刊》37.下(1967)：421-448。
- 〈論張儒紳齎夷文至明年月並論奴兒哈赤的七大恨及滿文老檔諱稱建州國〉，《中央研究院歷史語言研究所集刊》37.下(1967)：449-457。
- 〈滿洲國國號考〉，《中央研究院歷史語言研究所集刊》37.下 (1967)：459-473。
- 〈清太祖天命建元考〉，《中央研究院歷史語言研究所集刊》37.下 (1967)：475-495。
- 〈論清太祖於稱汗後稱帝，清太宗即位時亦稱帝〉，《中央研究院歷史語言研究所集刊》37.下 (1967)：497-503。
- 〈論滿文 nikan 這個字的含義〉，《中央研究院歷史語言研究所集刊》37.下 (1967)：505-509。
- 〈明史纂誤再續〉，《中央研究院歷史語言研究所集刊》37.下 (1967)：511-575。
- 〈譚嗣同全集書札繫年〉，《中央研究院歷史語言研究所集刊》38 (1968)：293-318。
- 〈康有為衣帶詔辨偽〉，《中央研究院歷史語言研究所集刊》38 (1968)：319-349。
- 〈歷史語言研究所校印明實錄的工作〉，《中央研究院歷史語言研究所四十周年紀念特刊》（臺北：中央研究院歷史語言研究所，1968），頁207-213。
- 〈律解辯疑大明律直解及明律集解附例三書所載明律之比較研究〉，《中央研究院歷史語言研究所集刊》39.上 (1969)：289-308。
- 〈讀清世祖實錄〉，《中央研究院歷史語言研究所集刊》45.2 (1974)：241-254。
- 〈明洪武永樂朝的榜文峻令〉，《中央研究院歷史語言研究所集刊》46.4 (1975)：557-594。
- 〈拙著《戊戌變法史研究》的再檢討──並評介最近幾年國人研究戊戌政變法的成績〉，《中央研究院第二屆國際漢學會議論文集‧明清與近代史組》（臺北：中央研究院，1989），下冊，頁729-768。
- 〈戊戌變法與素王改制〉，《大陸雜誌》100.5 (2000.5)：1-19。
- 〈釋「武成」月相，敬答張聞玉先生〉，《大陸雜誌》102.1 (2001.1)：1-5。
- 〈林茂生之死考〉，《歷史月刊》193 (2004.2)：135-146。
- 〈釋《春秋》左氏經傳所記魯國褅禮並釋《公羊傳》「五年而再殷祭」〉，《中央研究院歷史語言研究所集刊》75.4 (2004.12)：699-743。
- 〈二二八高雄事件新考〉，《歷史月刊》229 (2007.2)：72-74。